# Tritanytarsus atridorsum
Tritanytarsus atridorsum är en tvåvingeart som först beskrevs av Jean-Jacques Kieffer 1922.  Tritanytarsus atridorsum ingår i släktet Tritanytarsus och familjen fjädermyggor.
Artens utbredningsområde är Danmark. Inga underarter finns listade i Catalogue of Life.